# Symplocos rufescens
Symplocos rufescens är en tvåhjärtbladig växtart som beskrevs av Alexander von Humboldt och Bonpl. Symplocos rufescens ingår i släktet Symplocos och familjen Symplocaceae. Inga underarter finns listade i Catalogue of Life.